# 4U ~Hitasura~
Singles par Ichii Sayaka in Cubic-Cross
Zutto Zutto
(1er mai 2003)
4U ~Hitasura~ (４Ｕ～ひたすら～) est le premier single en solo de Sayaka Ichii, ex-membre du groupe Morning Musume.

## Présentation
Le single sort le 3 septembre 2003 au Japon sur le label Piccolo Town. Il atteint la 30e place du classement Oricon, et reste classé pendant trois semaines.
Il sort quatre mois après le précédent single de la chanteuse dans le cadre de son précédent groupe, Ichii Sayaka in Cubic-Cross, séparé peu de temps auparavant ; Taisei, du même groupe, est d'ailleurs le compositeur des chansons du disque, sur des paroles de Yoshiko Miura.
La chanson-titre sert de thème musical au quatrième jeu vidéo de la franchise Monster Rancher, nommé Monster Farm 4 au Japon.
Ce single restera l'unique disque en solo de la chanteuse, qui annonce peu après en 2004 sa grossesse et son mariage, et l'arrêt de ses activités artistiques pour se consacrer désormais à sa famille.

## Titres du single
1. 4U ~Hitasura~ (４Ｕ～ひたすら～?)
2. Bukiyō na Tenshi (不器用な天使?)
3. 4U ~Hitasura~ (Instrumental) (４Ｕ～ひたすら～...?)
4. Bukiyō na Tenshi (Instrumental) (不器用な天使...?)